# Metropolia Bombaju
Metropolia Bombaju – jedna z 24 metropolii kościoła rzymskokatolickiego w Indiach. Została erygowana 1 września 1886.

## Diecezje
- Archidiecezja bombajska
  - Diecezja Naszik
  - Diecezja Puna
  - Diecezja Vasai
  - Eparchia Kalyan (syromalabarska)

## Metropolici
- George Porter (1886–1889)
- Theodore Dalhoff (1891–1906)
- Ermanno Jürgens (1907–1916)
- Alban Goodier (1919–1926)
- Gioacchino Lima (1928–1936)
- Thomas Roberts (1937–1950)
- kard. Valerian Gracias (1950–1978)
- kard. Simon Ignatius Pimenta (1978–1996)
- kard. Ivan Dias (1996–2006)
- kard. Oswald Gracias (2006–2025)
- abp John Rodrigues (od 2025)